# Відносини Китайська Народна Республіка — Європейський Союз
Відносини між Європейським Союзом (ЄС) і Китайською Народною Республікою (КНР) або китайсько-європейські відносини — це двосторонні відносини, які були встановлені в 1975 році між КНР і Європейським співтовариством. ЄС є найбільшим торговим партнером КНР, а КНР — найбільшим торговим партнером ЄС.
З березня 2019 року Європейський Союз називає Китай «системним суперником». У грудні 2020 року Європейський Союз і Китай оголосили, що вони досягли інвестиційної угоди, яка була вперше запущена в 2013 році, іменована як Всеосяжна угода про інвестиції (CAI). У березні 2021 року повідомлялося, що виникнуть серйозні сумніви щодо схвалення угоди в Європейському парламенті з огляду на санкції Китаю проти членів парламенту, комітету з політики та безпеки Європейської ради ' європейських аналітичних центрів. У травні 2021 року Єврокомісія оголосила про плани зменшити залежність від Китаю в стратегічних сферах економіки. Того ж місяця Європейський парламент заморозив ратифікацію CAI. ЄС запровадив ембарго на поставки зброї та численні антидемпінгові заходи проти КНР.

## Порівняння
|                   | Європейський Союз | Китайська Народна Республіка                                                                                             |
| ----------------- | --- | --- |
| Населення         | 447,206,135 | 1,420,684,227 |
| Площа             | 4,324,782 км2 (1,669,808 sq mi) | 9,596,961 км2 (3,705,407 sq mi)                                                                                          |
| Густота населення | 115/км2 (300/sq mi) | 145/км2 (375.5/sq mi) |
| Столиця           | Брюссель (де-факто) | Пекін |
| Глобальні міста   | Париж, Рим, Берлін, Відень, Мадрид, Амстердам, Атени, Дублін, Гельсінкі, Варшава, Лісабон, Стокгольм, Копенгаген, Прага, Бухарест, Нікосія, Будапешт, Загреб, Софія | Шанхай, Чунцін, Ченду, Тяньцзінь, Сучжоу, Ухань, Ханчжоу, Ґуанчжоу, Нанкін, Далянь, Шеньян, Хайкоу, Харбін, Сіань, тощо. |
| Уряд              | Наднаціональна парламентська демократія на основі європейських договорів                                                                                            | Унітарна однопартійна соціалістична республіка                                                                           |
| Перший лідер      | Президент вищої влади Жан Моне | Голова Мао Цзедун |
| Поточний керівник | Голова ради Шарль Мішель Голова комісії Урсула фон дер Ляєн | Генеральний секретар ЦК КПК і голова Сі Цзіньпін Прем'єр Держради Лі Кецян                                               |
| Офіційні мови     | 24 офіційні мови, з яких 3 вважаються "процедурними" (англійська , французька та німецька)                                                                          | Путунхуа |
| ВВП (номінальний) | 16,477 трлн. дол. США, 31 801 дол. на душу населення | 27,306 трильйона доларів                                                                                                 |

## Угоди
Відносини регулюються Угодою про торгівлю та співробітництво між ЄС та Китаєм 1985 року. Починаючи з 2007 року ведуться переговори щодо оновлення цієї угоди до нової Угоди про асоціацію з Європейським Союзом, і вже існує 24 галузеві діалоги та угоди від охорони навколишнього середовища до освіти.
З 2014 року ведуться переговори щодо Всеохоплюючої угоди між ЄС та Китаєм (CAI)  Генеральний директорат з торгівлі Філ Хоган у комісії фон дер Ляйєна пообіцяв під час слухань щодо підтвердження у вересні 2019 року, що він буде прагнути завершити переговори до кінця 2020 року.

## Історія
До існування Європейської спільноти багато європейських держав мали стосунки з династією Мін ще в XVI столітті. Найважливіші відносини, крім британсько-китайські відносини, пов'язували Китай з Францією та Німеччиною.
У 1979 році, відразу після перших прямих виборів до Європейського парламенту, пізніша установа заснувала «Делегацію з питань відносин з Китайською Народною Республікою» (D–CN).
Після закінчення холодної війни в 1990 році відносини з Європою були не такими важливими, як відносини зі США, Японією та іншими азійськими державами. Проте інтерес до більш тісних відносин почав зростати у міру зростання економічних контактів та зростання інтересу до багатополярної системи. Незважаючи на те, що спочатку наклали ембарго на постачання зброї Китаю після Тяньаньмень (див. розділ про ембарго на постачання зброї нижче), європейські лідери пом’якшили ізоляцію Китаю. Зростаюча економіка Китаю стала центром уваги багатьох європейських відвідувачів, і, у свою чергу, китайські бізнесмени почали часто здійснювати поїздки до Європи. Інтерес Європи до Китаю призвів до того, що ЄС став надзвичайно активним із Китаєм у 1990-х роках завдяки обміну на високому рівні. Торгівля між ЄС та Китаєм зростала швидше, ніж сама економіка Китаю, потроївшись за десять років з 14,3 мільярда доларів США в 1985 році до 45,6 мільярдів доларів США в 1994 році.
Однак політичному співробітництву та співробітництву в галузі безпеки було заважено, оскільки Китай бачив мало шансів на успіх. Європа очолювала бажання розширення НАТО та втручання в Косово, проти чого Китай виступав, оскільки бачив у них розширення впливу США. Однак до 2001 року Китай пом’якшив свою антиамериканську позицію в надії, що Європа скасувать своє ембарго на поставки зброї, але тиск з боку США призвів до того, що ембарго залишилося в силі. Через це Китай вважав ЄС занадто слабким, розділеним і залежним від США, щоб бути значною державою. Навіть в економічній сфері Китай був обурений протекціоністськими заходами щодо його експорту в Європу та протидією ЄС надати Китаю статус ринкової економіки для вступу до СОТ.
Однак економічне співробітництво продовжувалося завдяки «Новій азійській стратегії» ЄС, першій зустрічі «Азія-Європа» в 1996 році, саміту ЄС-Китай 1998 року та частими політичними документами, які бажали більш тісного партнерства з Китаєм. Хоча азійська фінансова криза 1997 року придушила ентузіазм інвесторів, Китай добре витримав кризу і продовжував залишатися головним центром торгівлі ЄС. Китайські лідери прагнули повернути європейський інтерес і здійснювали візити на високому рівні протягом 1990-х років, які супроводжувалися великими продажами ЄС до Китаю. Торгівля в 1993 році збільшилася на 63% порівняно з попереднім роком. На той час Китай став четвертим за величиною торговим партнером Європи. Навіть після фінансової кризи 1997 року торгівля ЄС та Китаю зросла на 15% у 1998 році.
Франція очолювала прагнення ЄС до більш тісних зв'язків для створення багатополярного світу і першою, поряд з Росією, налагодила стратегічне партнерство з Китаєм. Відносини між Європейським Союзом і Китаєм зазнали охолодження після того, як Китай скасував щорічний саміт ЄС-Китай у листопаді 2008 року. Очевидно, це сталося через плани президента Франції Саркозі зустрітися з Далай-ламою.
Стратегічний порядок денний для співробітництва ЄС-Китай до 2020 року, прийнятий у 2013 році, закликає до співпраці у сферах «миру, процвітання, сталого розвитку та міжлюдських обмінів». У документі ЄС підтвердив свою повагу до суверенітету та територіальної цілісності Китаю, а КНР підтвердила свою підтримку інтеграції в ЄС. У 2016 році ЄС прийняв «Спільне повідомлення про елементи нової стратегії ЄС щодо Китаю» як свою стратегію щодо Китаю. Щороку проводиться щорічний саміт ЄС-Китай для обговорення політичних та економічних відносин, а також глобальних та регіональних проблем.
16 жовтня 2018 року Військово-морські сили Європейського Союзу та Військово-морські сили Китайської Народної Республіки вперше провели спільні військові навчання. Навчання відбулися на китайській військовій базі в Джибуті і були успішно завершені. Контр-адмірал Альфонсо Перес де Нанкларес повідомив, що зараз триває підготовка до майбутніх навчань ВМС Китаю.
Китай відправив медичну допомогу та товари в країни ЄС, які постраждали від пандемії COVID-19. Верховний представник ЄС із зовнішньої політики Жозеп Боррелл попередив, що існує «геополітичний компонент, включаючи боротьбу за вплив через обертання та «політику щедрості». Боррелл також сказав, що "Китай агресивно просуває повідомлення про те, що, на відміну від США, він є відповідальним і надійним партнером". Під час саміту Китай-ЄС 2020 року президент Європейської ради Шарль Мішель заявив, що "Європа - це гравець, а не ігрове поле" щодо своїх відносин з Китаєм. У грудні 2020 року ЄС оголосив, що Всеосяжна угода про інвестиції була укладена в принципі. Деякі аналітики  сказав, що угода може зашкодити відносинам зі США.
У 2021 році дипломатична суперечка між Литвою та Китаєм через Тайвань і права людини перекинулася на решту ЄС, коли Китай заборонив імпорт товарів, які містили литовські частини, що потенційно порушили інтегровані ланцюги поставок на спільному ринку. Посол ЄС у Китаї Ніколас Шапуї підтримав Литву та спробував втрутитися від їхнього імені. Президент Торгової палати ЄС у Китаї назвав крок китайського уряду «безпрецедентним». Заборона вплинула на великі німецькі, французькі та шведські компанії. Bundesverband der Deutschen Industrie назвала заборону «руйнівним автоголом». Однак у 2022 році Німецька торгова палата попередила Литву, що німецькі фабрики будуть закриті, якщо відносини з Китаєм не покращаться.

## Торгівля
ЄС є найбільшим торговельним партнером Китаю, а в 2020 році Китай обійшов США, ставши найбільшим торговельним партнером ЄС з точки зору товарів. Більшість цієї торгівлі припадає на промислові та промислові товари. США все ще залишаються провідним партнером ЄС, коли послуги включені в розрахунок. Тільки між 2009 і 2010 роками експорт ЄС до Китаю зріс на 38%, а експорт Китаю до ЄС збільшився на 31%.
31 грудня 2020 року ЄС оголосив, що переговори щодо Всеосяжної угоди про інвестиції завершено, і угода очікує на ратифікацію Європейським парламентом.  Угода розглядається як значний крок до лібералізації ринку в Китаї та «найамбіційніша угода, яку Китай коли-небудь укладав», значною мірою відкриваючи свій внутрішній ринок для компаній ЄС.
| Напрямок торгівлі | Товари (2011)   | Послуги (2010) | ПІІ (2010)        |
| ----------------- | --------------- | -------------- | ----------------- |
| ЄС-Китай          | 136,2 млрд євро | 22,3 млрд євро | 7,1 мільярда євро |
| Китай-ЄС          | 292,1 млрд євро | 16,3 млрд євро | 0,7 млрд євро     |

### Торгівля товарами
У 2016 році двостороння торгівля між ЄС і Китаєм становила 514,8 млрд євро. Машини та транспортні засоби переважають як в експорті, так і в імпорті. До п’ятірки найбільших експортних товарів Китаю входять комп’ютери, обладнання для мовлення, телефони, деталі офісних машин та інтегральні схеми. До п’ятірки найбільших імпортованих товарів Китаю входять сира нафта, інтегральні схеми, залізна руда, золото та автомобілі. Що стосується імпорту в ЄС груп продуктів AMA/NAMA, частина промислової продукції становить 343,725 мільйона євро і отримує вражаючий відсоток у 98,1% (від загальної суми 350,535 мільйона євро). Те ж саме стосується експорту до Китаю, де промислова продукція займає найвище місце в списку і становить 159 620 млн євро (93,7% від загального обсягу експорту).

### Торгівля послугами
Торгівля послугами відіграє важливу роль у всіх сучасних економіках. Стійкий сектор третинних послуг, а також підвищена доступність послуг можуть сприяти економічному зростанню та підвищити продуктивність промисловості. У все більш локалізованому світі такі послуги, як фінанси, страхування, транспорт, логістика та зв'язок, забезпечують ключові проміжні вхідні ресурси і тим самим забезпечують важливу підтримку решті економіки. Європейський Союз, який представляє його 27 держав-членів, і Китай є членами Світової організації торгівлі (СОТ) і беруть участь у поточних дискусіях щодо Угоди про торгівлю послугами (TiSA). Обсяг торгівлі послугами всіх країн-учасниць відповідає 70% загального світового обсягу. TiSA є важливим інструментом збільшення частки торгівлі послугами шляхом подолання існуючих бар'єрів. Завдяки TiSA постачальникам послуг відкриватимуться нові можливості, сприяючи зростанню, створенню робочих місць і процвітанню всіх членів-учасників. Згідно з останньою статистичною інформацією Євростату, баланс торгівлі послугами ЄС з Китаєм у 2015 році склав 10,3 млрд євро через зростання експорту (експорт досяг 36 млрд євро, а імпорт 25,7 млрд євро).

### Проєкт Smart and Secure Trade Lanes (SSTL)
Проєкт SSTL був започаткований у 2006 році як пілотний проєкт між Європейським Союзом та Китаєм як першою азійською країною. Учасниками ЄС на той час були Нідерланди та Велика Британія. З 2010 року (коли було запущено другу фазу проєкту) приєдналися інші країни-члени ЄС: Бельгія, Франція, Німеччина, Італія, Польща та Іспанія. Цей проєкт перевіряє рекомендації, пов’язані з безпекою та безпекою Рамкових стандартів Всесвітньої митної організації, що застосовуються до контейнерів, сприяючи обміну даними «митниця-митниця», співробітництву з управління ризиками, взаємному визнанню митного контролю та програм торгового партнерства. 120 торгових смуг за участю 200 економічних операторів між 16 морськими портами, безсумнівно, полегшать торгівлю між Китаєм та країнами-учасницями ЄС, оскільки навантаження та розвантаження контейнерів вимагатимуть менше контролю та втручання митних органів.
Були деякі суперечки, наприклад, суперечка щодо імпорту текстилю в ЄС. Китай та ЄС все частіше шукають співпраці, наприклад, Китай приєднався до проєкту Galileo, інвестувавши 230 мільйонів євро, і купує літаки Airbus в обмін на будівництво заводу в Китаї; у 2006 році Китай замовив 150 літаків під час візиту президента Франції Жака Ширака. Крім того, незважаючи на ембарго на поставки озброєнь, у дипломатичній телеграмі США, що просочилася, йшлося про те, що в 2003 році ЄС продав Китаю 400 мільйонів євро «оборонного експорту», а пізніше — інших військових підводних човнів і радіолокаційних технологій.

### Наука і технології
Китай і ЄС запустили свою першу програму науково-технічного співробітництва в 1983 році. Вони також підготували Угоду про науково-технічне співробітництво в 1998 році, яка була поновлена в 2004 році з метою об'єднання науково-дослідних організацій, промисловості, університетів та окремих дослідників у конкретних проєктах, які фінансуються з бюджету ЄС. Нинішня співпраця ЄС і Китаю в галузі науки і технологій стала доступною в рамках програми «Горизонт 2020». Ініціатива Європейської Комісії «Горизонт 2020» стосується таких сфер: (i) харчові продукти, сільське господарство та біотехнології (FAB); (ii) стійка урбанізація; (iii) енергія; (iv) аеронавтика; (v) та інші сфери, включаючи ІКТ, воду, охорону здоров'я, суспільство, полярні дослідження, інструменти малого та середнього виробництва та космос.

### Покупки боргів
Під час європейської боргової кризи декілька європейських країн вимагали допомоги від ЄС та Міжнародного валютного фонду. Китай допомагав Європі, купуючи небажані облігації єврозони на мільярди євро; зокрема з Греції, Ірландії, Італії, Португалії та Іспанії. Деякі аналітики припускають, що Китай купує політичний вплив в ЄС, але Китай стверджує, що він будує міцні торговельні зв’язки та підтримує європейську економіку, щоб торговельні питання могли рухатися далі.

## Конфлікти

### Антидемпінгові заходи ЄС
ЄС запровадив численні антидемпінгові заходи, щоб захистити свій ринок від дешевої продукції з Китаю, особливо сталі.

### Ембарго на поставки зброї

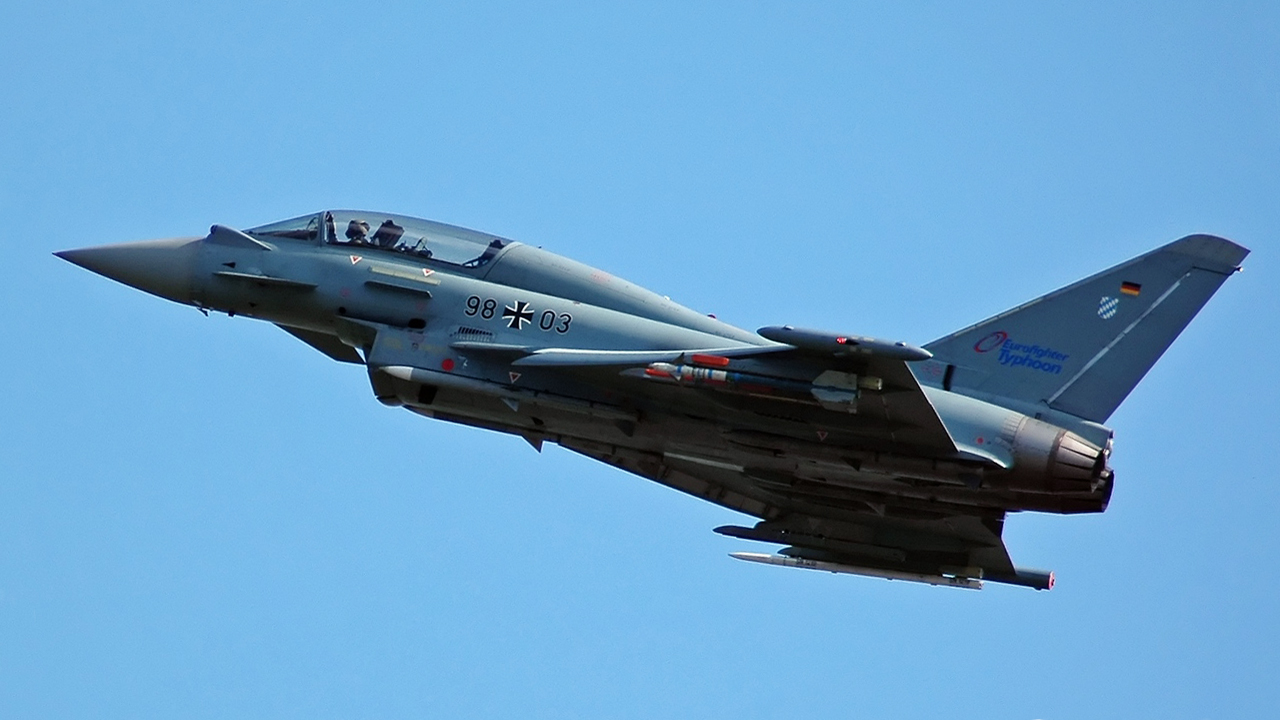
Європейське військове обладнання, таке як Eurofighter Typhoon (на фото), заборонено експортувати до Китаю.

Ембарго ЄС на поставки зброї Китаю було введене ЄС проти Китаю у відповідь на придушення ним протестів на площі Тяньаньмень 1989 року. Китай заявив про свою позицію щодо скасування ембарго, назвавши це «дуже дивним» і прирівнюючи до «політичної дискримінації». У січні 2010 року Китай знову попросив скасувати ембарго.

### Внутрішні підрозділи ЄС
Витік американської телеграми вказував на внутрішні розбіжності в ЄС щодо заборони під час переговорів у 2004 році. Франція розцінила заборону як анахронічну і відмовилася розглядати додавання реформ у Китаї як умову, заявивши, що «Китай не погодиться з умовами прав людини». Австрія, Бельгія, Чехія, Греція, Італія та Велика Британія були в основному у таборі Франції. Німеччина, Данія, Нідерланди та Швеція хотіли долучити скасування заборони до "конкретних кроків Китаю щодо прав людини". Усі в принципі погодилися, що, якщо будуть дотримані певні умови, заборона має бути знята. Різні глави держав ЄС заперечували проти ембарго або підтримували його подальше існування. Канцлер Німеччини Ангела Меркель раніше виступала проти скасування ембарго, тоді як її попередник Герхард Шредер виступав за.
Європейський парламент постійно виступає проти скасування ембарго. Проте Верховний представник Кетрін Ештон висунула плани скасування ембарго у 2010 році, стверджуючи, що «Нинішнє ембарго на постачання зброї є серйозною перешкодою для розвитку міцнішого співробітництва між ЄС і Китаєм у питаннях зовнішньої політики та безпеки». Посол Китаю в ЄС Сун Чже погодився, зазначивши, що «не має сенсу підтримувати ембарго».

### Зовнішній тиск
Сполучені Штати, які також мають ембарго на поставки зброї проти Китаю, стверджують, що скасування ембарго призведе до передачі технологій, що підвищить можливості китайської армії . Сполучені Штати мали вплив на дотримання заборони ЄС. США розглядають Китай як потенційну військову загрозу  і тиснув на ЄС, щоб він утримав його на місці. У 2011 році посол Китаю в ЄС запропонував, що в майбутньому «ЄС повинен приймати рішення самостійно».
Аналогічно, Японія в рівній мірі виступає проти будь-яких спроб зняти обмеження на озброєння для Китаю. Уряд Японії, особливо праві члени кабінету, вказують, що будь-який такий крок сильно змінить баланс сил у Південно-Східній Азії на користь Китаю за рахунок Японії. Китай назвав позицію Японії провокаційною. Тим часом Японія заявила, що пропозиція ЄС скасувати ембарго в 2010 році була помилкою, яка викликала велике занепокоєння Японії.
У 2020 та 2021 роках Всеосяжна угода про інвестиції викликала «шквал критики» з боку американських політиків і політичних коментаторів, які скаржилися, що ЄС не консультувався зі США, перш ніж погодитися на угоду. Однак, оскільки самі США підписали торговельну угоду з Китаєм рік тому без попередньої консультації з ЄС, критика була в основному відхилена як «лицемірна». Крім того, адміністрація Байдена стверджувала, що США будуть «знову на чолі столу», що, на думку деяких аналітиків, може розглядатися як загроза для досягнення мети ЄС щодо стратегічної автономії від США, маючи на увазі, що Європейський Союз «[повинен] зіграти другу скрипку після Вашингтона».

### Інша торгівля
Поки ембарго залишається, Китай купує значну частину своєї зброї в Росії. Китай звернувся до Ізраїлю за літаками спостереження в 2007 році, але під тиском США Ізраїль відмовився підписати угоду. Незважаючи на заборону, інший американський телевізійний телеканал припускав, що в 2003 році ЄС продав 400 мільйонів євро «оборонного експорту» до Китаю, а пізніше схвалив інші продажі військового підводного човна та радіолокаційної техніки.

### Китайські кібератаки
22 червня 2020 року, на тлі триваючої пандемії COVID-19, президент Комісії ЄС Урсула фон дер Ляєн закликала Китайську Народну Республіку нібито проводить кібератаки на лікарні та заклади охорони здоров’я ЄС.

### Пандемія COVID-19
Під час пандемії COVID-19 ряд країн ЄС закупили у Китаї медичне обладнання, включаючи засоби індивідуального захисту та тестові набори, деякі з яких були визнані дефектними. Через несправне медичне обладнання та через те, що Китай спочатку не зміг розкрити інформацію про вірус COVID-19, 21 квітня 2020 року міжпартійна група з 10 євродепутатів звернулася до голови Європейської ради Урсули фон дер Ляєн та Верховного представника ЄС. Жозеп Боррель просить вжити заходів проти Китаю. 1 травня 2020 року президент ЄС Урсула фон дер Ляєн підтримала розслідування походження коронавірусу. До 17 травня 2020 року коаліція з 62 країн підтримала спільну ініціативу Австралії та ЄС щодо незалежного розслідування спалаху COVID-19.

### Права людини
6 жовтня 2020 року група з 39 країн, включаючи більшість країн-членів ЄС, оприлюднила заяву, в якій засудила уряд Китаю за його ставлення до етнічних меншин і обмеження свобод у Гонконзі.
У грудні 2020 року Франція заявила, що виступатиме проти запропонованої Всеосяжної угоди про інвестиції між Китаєм та Європейським Союзом щодо використання примусової праці уйгурів. У січні 2021 року молодший міністр торгівлі Франції Франк Рістер заявив, що Франція «підпише, Європейський Союз підпише [інвестиційну угоду] з положенням, зазначеним у тексті, яке полягає в тому, щоб докладати постійних і постійних зусиль для ратифікації» Міжнародної Конвенція Організації праці про заборону примусової праці.
30 березня 2022 року Human Rights Watch закликала лідерів Європейського Союзу оголосити конкретні політичні відповіді на жорстокі злочини китайського уряду. На 1 квітня заплановано віртуальний саміт між ЄС та Китаєм. Європейський парламент був рішучим критиком репресій китайського уряду і неодноразово засуджував його зловживання.

### Російське вторгнення в Україну
Відносини Китаю з Європою стали складними після російського вторгнення в Україну в 2022 році, коли США звинуватили Пекін у прихильності щодо Москви. Згідно зі звітом New York Times від 25 лютого 2022 року, уряд США поділився з Китаєм розвідувальними даними про нарощування російських військ протягом трьох місяців і благав Китай наказати Росії не вторгнутися, на що китайські чиновники відкинули, заявивши, що вони не думають, що вторгнення відбувається. роботи, а також обмінюватися інформацією з Росією. 2 березня New York Times повідомила, що в звіті західної розвідки вказувалося, що китайські чиновники попросили Путіна відкласти вторгнення до початку зимової Олімпіади 2022 року, яку Китай буде приймати. The Guardian повідомила, що джерело підтвердило цю заяву Reuters, але посольство Китаю у Вашингтоні рішуче спростувало це як «прикмет», щоб звинуватити Китай. Річард Мак-Ґреґор написав, що Китай «намагається визначитися з чітким повідомленням щодо України», оскільки «намагається примирити непримиренне» між Росією та Україною.

## Подальше читання
- The China Quarterly, спеціальний випуск: Китай і Європа з 1978 року: Європейська перспектива № 169 (березень 2002).
- Клайд, Пол Хібберт і Бертон Ф. Бірс. Далекий Схід: історія західних впливів і східних відповідей, 1830-1975 (1975). онлайн
- Коттерелл, Артур. Західна влада в Азії: її повільний підйом і швидке падіння, популярна історія 1415 - 1999 (2009); витяг [Архівовано 25 березня 2022 у Wayback Machine.]
- Ху, С. «Структурні обмеження на роль ЄС у відносинах між Тайванською протокою», Європейський журнал досліджень Східної Азії, Vol. 10, No 1 (2011): с. 37–57.
- Хьюз, Алекс. Франція/Китай: міжкультурні уявлення (2007) онлайн [Архівовано 31 грудня 2019 у Wayback Machine.]
- Кірбі, Вільям К. Німеччина та Республіканський Китай (Стенфордський університет, 1984).
- Мак, Рікардо К., С. та ін. ред. Китайсько-німецькі відносини з 1800 року: міждисциплінарні дослідження (Франкфурт: Пітер Ланг, 2000)
- Міскіммон, Алістер та ін. ред.Один пояс, один шлях, одна історія?: На шляху до стратегічного наративу ЄС-Китай (Палгрейв Макмілан, 2020)
- Мьоллер, Кей. «Німеччина і Китай: континентальна спокуса». China Quarterly 147 (1996): 706–725, охоплює 1960–1995.
- Picciau, S. «Стратегія «Один пояс, один шлях» між можливостями та страхами: новий етап у відносинах ЄС-Китай?» IndraStra Global Vol. 002, № 02 (2016): 0066, ISSN 2381-3652, Стратегія «Один пояс, один шлях» між можливостями та страхами: новий етап у відносинах ЄС-Китай?
- Shambaugh, David, Eberhard Sandschneider, and Zhou Hong, eds. Китайсько-європейські відносини: сприйняття, політика та перспективи (Рутледж, 2007). витяг [Архівовано 27 вересня 2021 у Wayback Machine.]
- Сміт, Джуліанна і Торрі Тауссіг. «Старий світ і Середнє царство: Європа прокидається до піднесення Китаю». Закордонні справи 98 (2019): 112–124. онлайн [Архівовано 8 грудня 2021 у Wayback Machine.].
- Веллонс, Патрисія. «Китайсько-французькі відносини: історичний альянс проти економічної реальності». Pacific Review 7.3 (1994): 341–348.
- Веске, Сімона. «Роль Франції та Німеччини у відносинах ЄС-Китай». Робочий документ CAP (2007) онлайн [Архівовано 16 травня 2018 у Wayback Machine.].
- Вестад, Од Арне. Неспокійна імперія: Китай у світі з 1750 року (2012)
- Чжоу, Хун ред. Відносини Китай-ЄС: переоцінка всеосяжного стратегічного партнерства між Китаєм та ЄС (Springer Singapore, 2017)